# Cross Plains (Texas)
Cross Plains é uma cidade  localizada no estado norte-americano do Texas, no Condado de Callahan.

## Demografia
Segundo o censo norte-americano de 2000, a sua população era de 1068 habitantes.
Em 2006, foi estimada uma população de 1112, um aumento de 44 (4.1%).

## Geografia
De acordo com o United States Census Bureau tem uma área de
3,1 km², dos quais 3,1 km² cobertos por terra e 0,0 km² cobertos por água.

## Localidades na vizinhança
O diagrama seguinte representa as localidades num raio de 36 km ao redor de Cross Plains.